# 清川雄司
清川 雄司（きよかわ ゆうじ、2000年10月25日 - ）は、吉本興業大阪本社に所属する日本のピン芸人。NSC大阪校43期出身。UNDER5 AWARD2024王者。

## 来歴・人物
大阪府交野市出身。よしもと漫才劇場に出演中。
身長167 cm、体重60 kg。血液型AB型。
趣味は、映画鑑賞、サッカー。
特技は、紙切り、腹話術、ハーモニカ、パンひと口食べ。
2023年、R-1グランプリ準決勝進出。
2024年、NHK上方漫才コンテスト決勝進出。同年、芸歴5年目以内の若手芸人を対象とした賞レース「UNDER5 AWARD 2024」にて優勝。

## 芸風
特技の紙切り、腹話術、ハーモニカ、ホッピングなどを活かした大道芸パフォーマンスを展開する。当初は漫才師志望でNSCに入ったが、当時のNSCでは一度解散すると2か月はコンビを組めないというルールがあり、そのあいだの期間に何か特技を身に着けておこうと思って始めたのが腹話術と紙切りであった。